# Furiani
Furiani település Franciaországban, Haute-Corse megyében. Lakosainak száma 6308 fő (2022. január 1.). Furiani Bastia, Biguglia, Barbaggio, Oletta és Poggio-d’Oletta községekkel határos.

## Népesség
A település népességének változása:
| Lakosok száma | 414  | 1323 | 3286 | 4583 | 5788 | 5736 | 5628 | 5608 | 5772 | 6308 |
|               | 1968 | 1982 | 1990 | 2006 | 2013 | 2015 | 2017 | 2019 | 2020 | 2022 |